# Аданг, Дэвид
Дэвид Уаиау Аданг (наур. David Waiau Adeang; род. 24 ноября 1969, Науру) — науруанский политический и государственный деятель. Президент Науру с 30 октября 2023 года. Основатель политической партии «Наоэро Амо», сын бывшего президента страны Кеннана Аданга. Дэвид занимал должности спикера парламента (2008), министра финансов, юстиции и иностранных дел, помощника президента (во время обоих президентских сроках Людвига Скотти и при Бароне Ваке с 2013 года).

## Биография
Дэвид Аданг родился 24 ноября 1969 года в Науру. Свою политическую карьеру начал в качестве юриста. Когда 6 ноября 2001 года происходили очередные выборы в парламент Науру от избирательного округа Убенид, Дэвид занял одно из четырёх мест (которое занимает до сих пор), вытеснив Джозефа Хирама (остальные трое депутатов были переизбраны). Совместно с Киреном Кеке, Марлен Мозес, Рональдом Кун, Шоном Оппенгеймером и Спрентом Дабвидо Дэвид Аданг является одним из создателей партии «Наоэро Амо». На парламентских выборах в мае 2003 года члены партии получили 3 из 18 мест (Аданг, Кеке и Риддел Акуа). «Наоэро Амо» вступили в коалицию со сторонниками Людвига Скотти, и когда тот стал 24-й президентом Науру, Аданг получил должности министра финансов и помощника президента.
В августе 2003 года парламент выразил правительству Скотти вотум недоверия, в связи с чем Людвига на посту президента сменил Рене Харрис, а его сторонники, включая Аданга, лишились своих должностей. В апреле 2004 года, после акции протеста в международном аэропорту Науру в Ярене, члены «Наоэро Амо» — Аданг, Кеке и Фабиан Рибау были обвинены в подстрекательстве к мятежу. Когда 22 июня 2004 года Скотти вновь занял президентский пост, все обвинения с них были сняты, а Аданг получил должность министра иностранных дел и юстиции. Дэвид Аданг был первым министром иностранных дел, не являясь при этом президентом: с момента обретения Науру независимости в 1968 году пост министра иностранных дел занимали только действующие президенты.
В октябре 2004 года Аданг был снова переизбран в парламент от избирательного округа Убенид. В том же месяце он оставил должность министра юстиции и снова стал министром финансов, сохранив пост министра иностранных дел. На следующих выборах в 2007 году Дэвид так же с лёгкостью сохранил своё место в парламенте от Убенид (набрав наибольшее число голосов). В попытках сместить президента и Аданга, как его заместителя, деятельность Дэвида подвергалась критике, в частности его публичные заявления, критикующие внешнюю политику США, и обвинения в связи с азиатскими бизнесменами и торговлей паспортами Науру, но расследования не выявили никаких нарушений со стороны Аданга. С отставкой Скотти в конце 2007 года Аданг оставил должность помощника президента и министерские посты.

### События 2008 года
В 2008 году в альянсе с бывшим президентом Рене Харрисом Аданг предпринял попытку сместить правительства тогдашнего президента Маркуса Стивена, но голосование парламента сорвалось из-за добровольной отставки спикера Риддела Акуа. После отмены ряда кандидатур 20 марта 2008 года новым спикером был назначен Дэвид Аданг. Уже 22 марта новый спикер созвал парламентскую сессию, на которой большинством голосов сторонников Аданга было принято решение о запрете двойного гражданства для членов парламента. Это решение касалось ряда чиновников из кабинета министров, в частности Кеке и Фредерика Питчера, которых не пригласили на заседание. Их отставка позволила бы оппозиции Аданга контролировать большинство мест в парламенте. Правительство отвергло легитимность постановления, заявив, что оно является неконституционным из-за отсутствия парламентского кворума, а президент Стивен обвинил Дэвида и его сторонников в попытке подорвать страну.
28 марта Аданг приказал Кеке и Питчеру освободить свои места в парламенте и, получив отказ, 31 марта обвинил правительство в государственном перевороте. Противостояние и взаимные обвинения правительства и парламента продолжалось до начала следующего месяца, пока 7 апреля Верховный суд не признал парламентскую сессию 22 марта недействительной из-за отсутствия кворума, на что Аданг заявил, что решения парламента находятся вне юрисдикции судов. 10 апреля Аданг приостановил действия всех девяти правительственных депутатов (включая президента) в парламенте, на что Стивен 18 апреля объявил в стране чрезвычайное положение, распустил текущий парламент и объявил о новых парламентских выборах. После выборов 26 апреля новым спикером был избран Риддел Акуа (который предшествовал Адангу на этом посту), что усилило позиции президента Стивена.

### События 2013 года
После переизбрания на выборах 2013 года Аданг поддержал избрание Барона Вака на пост президента Науру, за что получил назначения в кабинет министров. Дэвид Аданг получил портфели министров финансов развития, юстиции, министерскую ответственность за «Eigigu Holdings Corporation» и «Nauru Air Corporation» и пост помощника президента.
В июле 2013 года, когда Вака не было в стране, а Аданг выполнял обязанности президента, Дэвид принял решение о запрете средствам массовой информации Науру транслировать интервью оппозиционного депутата Мэтью Батзиуа, который критиковал действующее правительство (в частности начальника полиции и его реакцию и действия на беспорядки в следственном изоляторе Науру). Этот акт цензуры вызвал привлёк внимание и вызвал осуждение международной общественности. Через несколько дней после этого Аданг вновь запретил выход в эфир интервью оппозиционера, на этот раз Кирена Кеке, который критиковал соглашение между правительствами Науру и Австралии о переселении в первую беженцев, прибывающих во вторую.
На февраль 2017 года Дэвид Аданг сохранил за собой все занимаемые при президенте Вака должности.
После выборов 24 августа 2019 года Дэвид рассматривался как реальный кандидат на пост президента страны. Дело в том, что действующий президент Вака не был избран в парламент страны. Однако на первом заседании он безоговорочно проиграл выборы своему конкуренту Лайонелу Энгимея.

### События 2023 года
Осенью действующий президент Науру по ряду причин получил вотум недоверия в парламенте. В конце октября 2023 года Аданг был избран президентом страны.
15 января 2024 года правительство Аданга разорвало дипломатические отношения Науру с Тайванем и восстановило отношения с Китайской Народной Республикой. Дэвид Аданг утверждает, что принял это решение на благо экономики Науру.